# Lely (entreprise)
Pour les articles homonymes, voir Lely.
Lely Holding N.V., plus connu sous le nom de Lely, est une entreprise néerlandaise créée en 1948 par Cornelis et Arij van der Lely à Maassluis (Pays-Bas). Le siège social y est toujours établi, ainsi que le Conseil d'administration. Ses deux principales activités sont la fabrication de robots pour vaches laitières et, fermée fin 2017, de machines agricoles pour le fourrage. Plus de 2,300 de leurs collaborateurs travaillent chaque jour à rendre la vie des éleveurs plus agréable. L’entreprise possède deux unités de production. Dans ces deux unités de production ils partagent leur expertise en matière de produits pour obtenir les meilleurs résultats pour leurs clients. Lely possède également 3 services de recherche et de développement.

## Histoire
En 1992, le tout premier robot de traite sur le marché est le Lely Astronaut. Il a été installé dans une ferme aux Pays-Bas. 

## Produits vendus
Divisé en deux filières, Lely produit jusqu'en 2017 des machines agricoles à fourrage,
et des robots pour vaches laitières (traite, raclage, alimentation, etc.),. En 2017, il annonce quitter le machinisme agricole en fourrage pour se focaliser sur la deuxième activité, les robots de traite et les robots d'alimentation des bovins.
Leurs solutions pour une traite robotisée est caractérisées par de nombreux produits qui y sont commercialisés comme : le Lely Astronaut, qui est une nouvelle étape dans la traite robotisée c’est-à-dire d'effectuer la traite de la manière la plus stable et la plus personnalisée possible avec un bras hybride qui réduit la consommation d’énergie et l’interface utilisateur intuitive qui permet une prise en main plus facile, il y a également le Nautilus qui est un tank de refroidissement pour favoriser un lait de grande qualité, avec une préservation permanente de la qualité du lait et l’assurance d’un hygiène optimale, ou bien encore Lely Grazeway qui favorise l'efficacité du pâturage et Lely Qwes qui permet d’avoir des informations précises sur la santé des vaches et diminue l'apparition de maladies et la baisse de production. Le système de reconnaissance des vaches Lely Qwes mesure toutes les deux heures les données les plus vitales de chaque vache.
L’entreprise Lely n’est pas spécialisée que dans les robots de traite, même si cela est une des principales activités, elle est spécialisée aussi dans le domaine de l’alimentation avec comme exemple le produit Lely, Juno qui a pour but de placer la ration plusieurs fois par jour sur la table d’alimentation. L'entreprise compte également le domaine des bâtiments et des soins avec par exemple Lely Luna, une brosse pour un confort optimal des vaches, enfin pour la santé des animaux, large farming et la gestion d’élevage.

## Unités de production
Le groupe Lely possède trois unités de production pour ses robots (partie Dairy) :
- Maassluis (Pays-Bas)
- Pella (États-Unis)
- Leer (Allemagne)

Pour sa partie Fourrage, elle produit dans trois usines :
- Wolfenbüttel (Allemagne), fabricant les presses Lely Welger
- Maassluis (Pays-Bas)
- Waldstetten (Allemagne), fabricant les remorques autochargeuses Lely Tigo[5].

L'usine de Maassluis ferme ses portes à la suite de la vente de la partie Fourrage en mars 2018.

## Vente de la partie Fourrage
Début 2017, après des résultats financiers médiocres pour sa partie Fourrage (officiellement Forage), Lely vend sa filière « Fourrage » à la société américaine AGCO d'ici fin 2017. L'entreprise souhaite se concentrer sur sa filière Dairy tel que le Lely Astronaut.
Mais il existe Lely Vector, qui est spécialisé dans la recherche sur la qualité du fourrage. Les vaches sont des consommatrices sélectives, elles vont rechercher le meilleur pour leur alimentation. C'est pour cela que Lely met tout en œuvre pour leur distribuer un fourrage de grande qualité.

## Ventes et chiffre d'affaires dans le marché
Au niveau des marchés, les clients sont répartis dans plus de 50 pays. Des éleveurs de plus de 50 pays utilisent les solutions de Lely dans leur bâtiments d’élevage ou dans les champs. Le chiffre d'affaires de l’entreprise s’élève à 888 millions d’euros (2023). Les services de Recherche et Développement jouent un rôle capital dans leur capacité à innover. L'entreprise consacre 8% de son chiffre d'affaires au développement de produits.